# Porticulasphaeridae
Porticulasphaeridae es una familia de foraminíferos planctónicos de la superfamilia Globigerinoidea, del suborden Globigerinina y del orden Globigerinida.  Su rango cronoestratigráfico abarca desde el Luteciense (Eoceno medio) hasta el Priaboniense (Eoceno superior).

## Discusión
Clasificaciones previas incluían los taxones de Porticulasphaeridae en la familia Globigerinidae.

## Clasificación
Porticulasphaeridae incluye a los siguientes géneros:
- Subfamilia Porticulasphaerinae
  - Globigerinatheka †
  - Inordinatosphaera †
  - Orbulinoides †
  - Poriculasphaera †